# Xã Meadow, Quận Perkins, Nam Dakota
Xã Meadow (tiếng Anh: Meadow Township) là một xã thuộc quận Perkins, tiểu bang Nam Dakota, Hoa Kỳ. Năm 2010, dân số của xã này là 48 người.